# Zmiana we wzorcu objawu
Zmiana we wzorcu objawu – technika mająca na celu dokonanie zmiany w zachowaniu tworzącym objaw czy problem. Zmiana może polegać na zastąpieniu określonego elementu schematu innym elementem, zewnętrznym wobec nawyku, może dążyć do usunięcia schematu lub może być dodaniem nowego (nowych) elementu (elementów). Zmiany dokonać można zarówno na poziomie behawioralnym lub / i na poziomie poznawczym. Przykładem interwencji wobec objawu mogą być zadania terapeutyczne jakie Milton Erickson dawał swoim pacjentom: „(...) radził np. osobie z przymusem mycia rąk, by zmieniła rodzaj mydła. Czasem prosił nałogowego palacza, by trzymał papierosy na strychu, a zapałki w piwnicy. Pewnego razu poinstruował dziewczynkę ssącą kciuk, by ssała go przez określony czas każdego dnia.”.